# 蒂姆·威洛比
蒂姆·威洛比（英語：Tim Willoughby，1954年6月24日—2008年1月9日），澳大利亚男子赛艇运动员。他曾代表澳大利亚参加1980年和1984年夏季奥林匹克运动会赛艇比赛，其中1984年奥运会获得一枚铜牌。